# Lidingövallen
Lidingövallen, vid den inre delen av Kyrkviken, är en idrottsanläggning på Lidingö med friidrottsplats, fotbollsplan, konstgräsplan, tennishall och ishockeyrink. 

## Beskrivning

### Lidingövallen
Lidngövallen började anläggas 1936 och har sedan dess ombyggds och utökats. Lidingövallen är hemmaarena för IFK Lidingö FK. 
Lidingövallens anläggning stängdes sommaren 2021 för renovering. Den utökades avsevärd och "nya Lidingövallen" invigdes den 11 september 2021. Vallen är nu en fullstor idrottsanläggning, anpassad för samtliga friidrottsgrenar. Löparbanan är 400 meter lång, mot tidigare 369 meter. Fotbollsplanen är en fullstor 11-mannaplan, med måtten 105x65 meter och uppbyggd enligt de senaste rekommendationerna från Svenska Fotbollförbundet. Den får ett automatiskt bevattningssystem. Investeringen med tillhörande infrastrukturåtgärder beräknades till 35 miljoner kronor.

Idrottsanläggningen
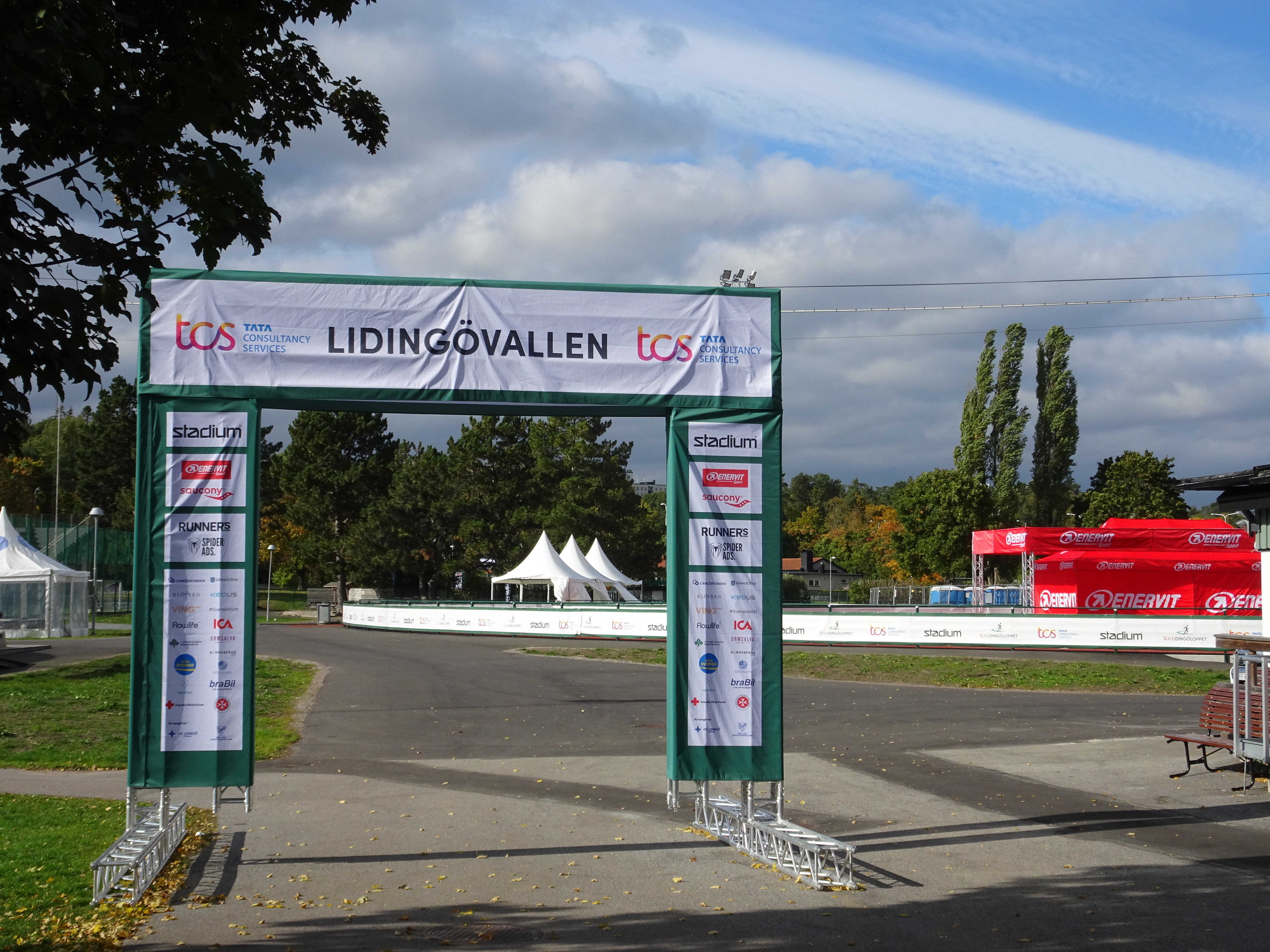
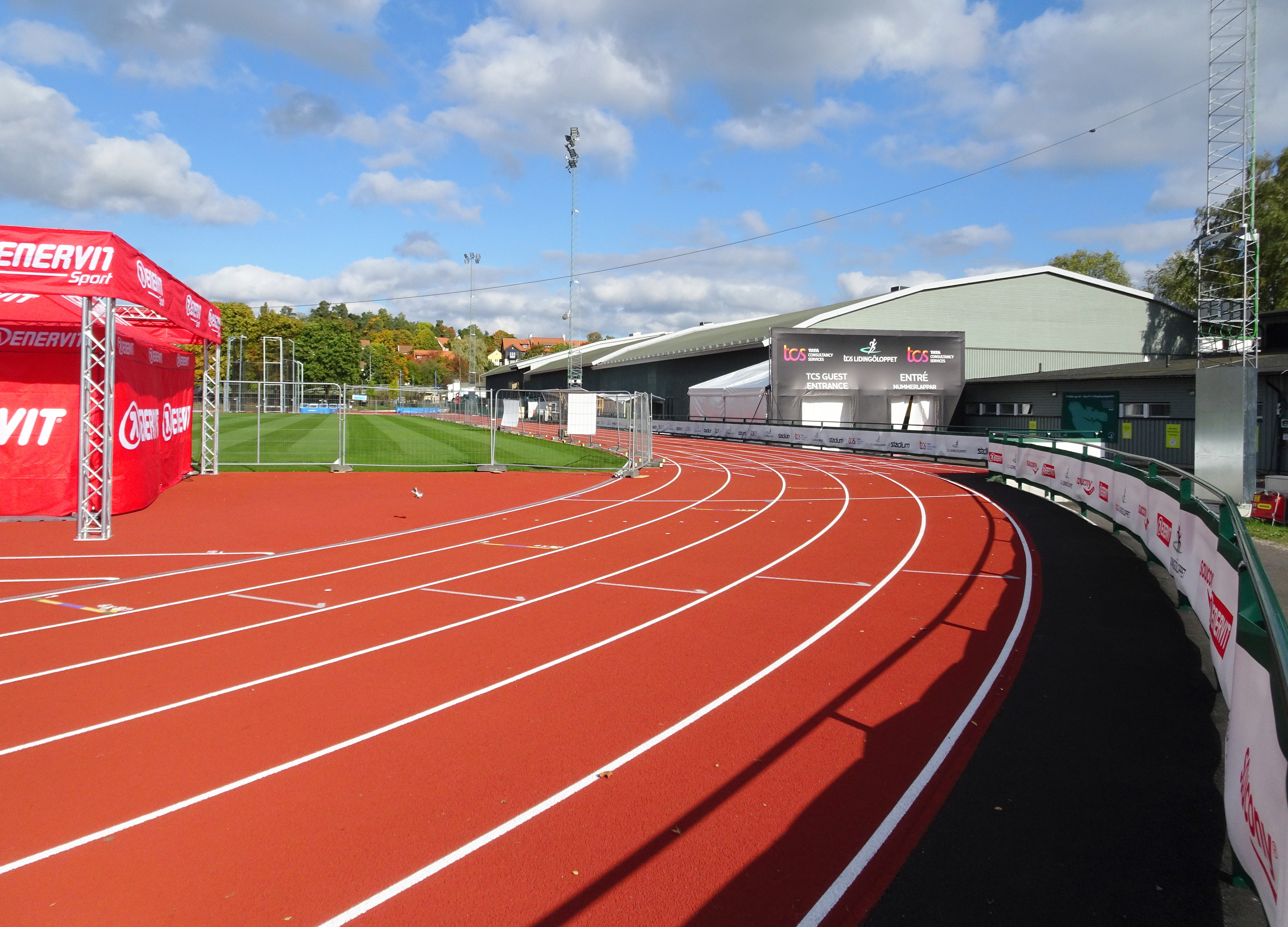
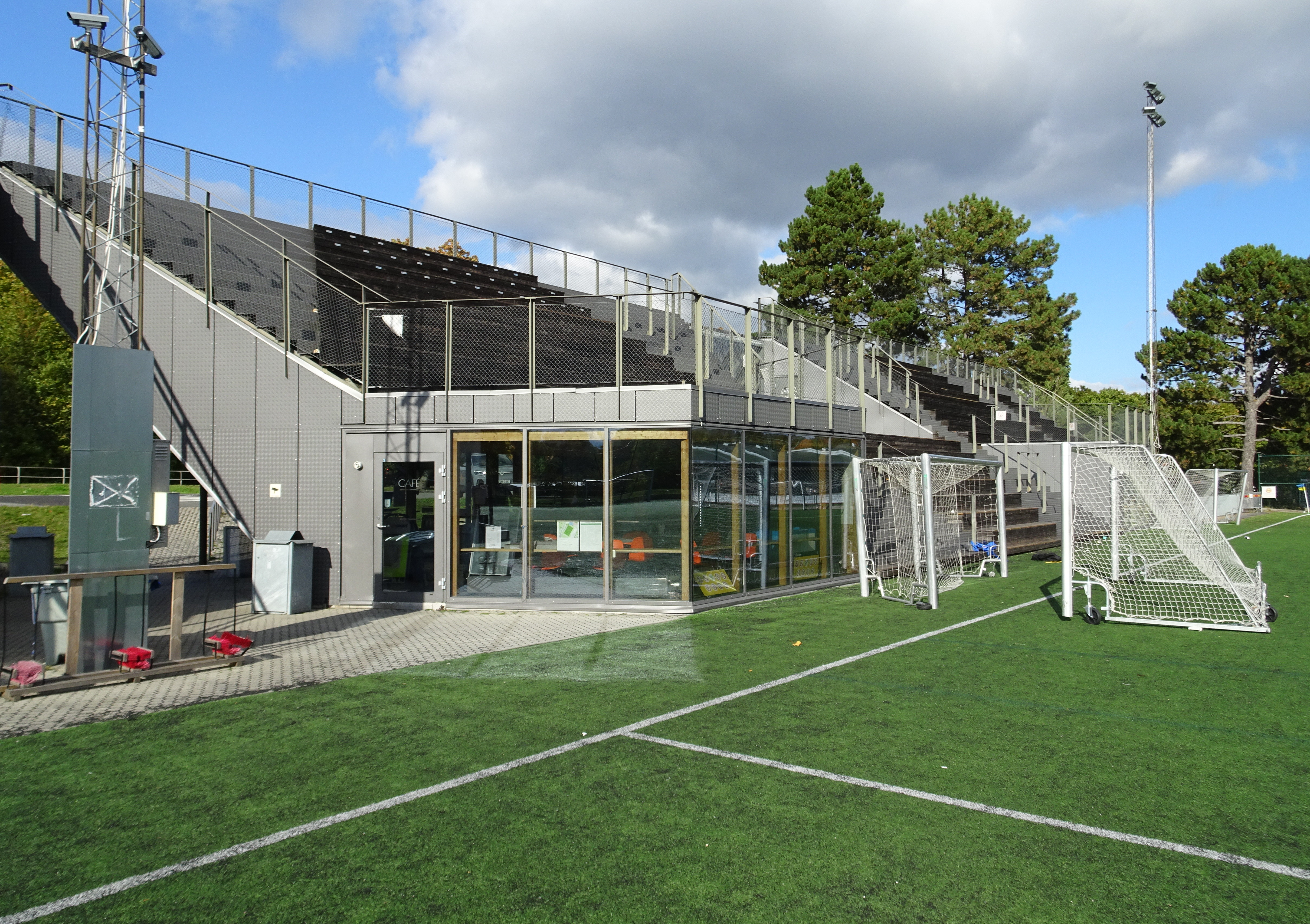
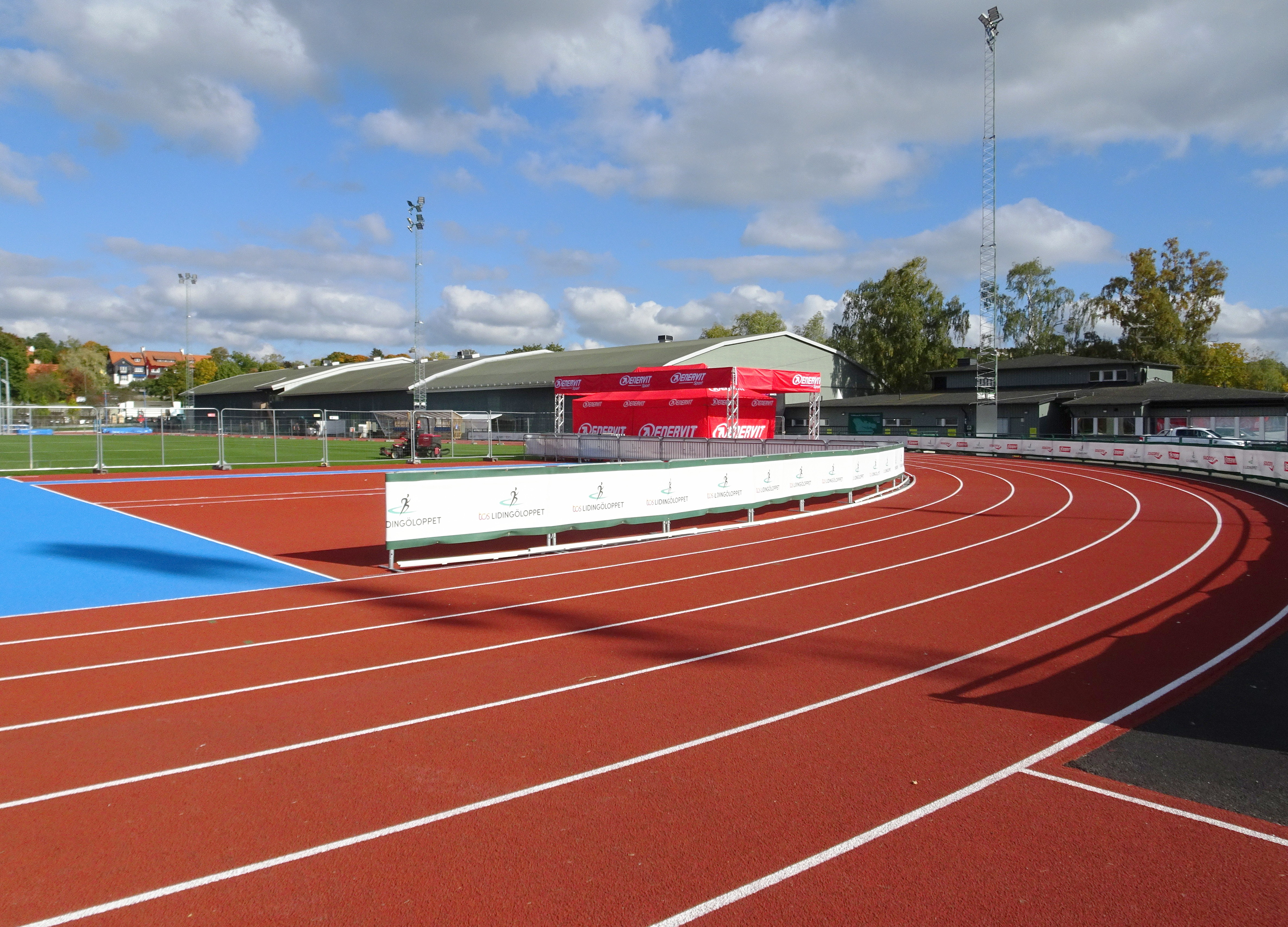

### Tennishallen
Vid Lidingövallen ligger även tennishallen som innehas av Lidingö tennisklubb. En äldre tennishall fanns på Lidingövallen till dess att den brann ner den 23 maj 1997. Mats Hinze dömdes för att ha anlagt branden. Den nedbrunna byggnaden ersattes av en ny, liknande, tennishall.
Hallen byggdes till med ytterligare två spelplan 2018-2019. En intern gång förbinder gamla med nya hallen. Totalkostnad är 32 miljoner kronor och Lidingö stad går i borgen för ett lån på 28 miljoner kronor. Egna medel och bidrag från Riksidrottsförbundet täcker resten. Byggherre är klubbens helägda bolag, Lidingö tennisklubb AB.

Tennisanläggningen
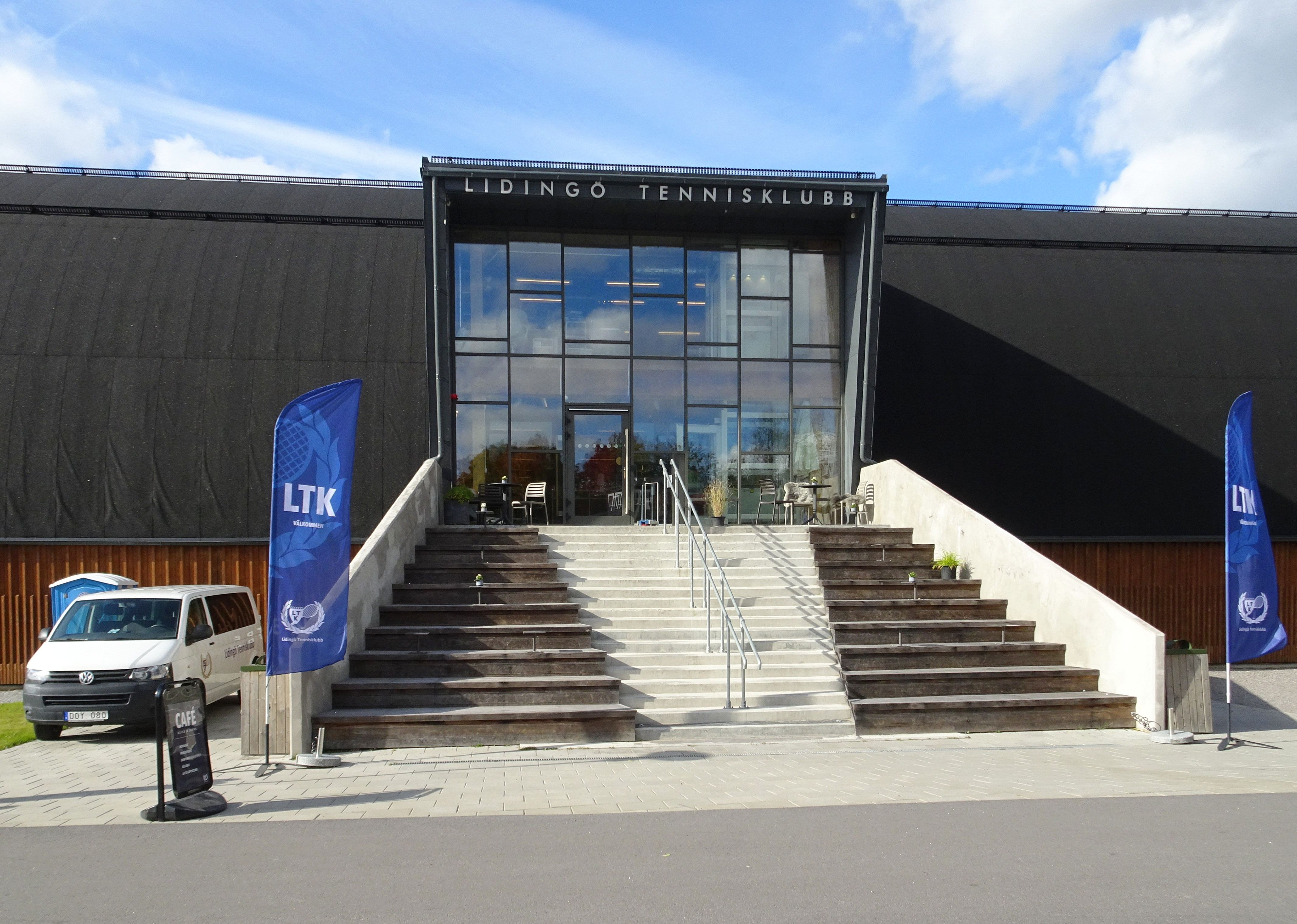
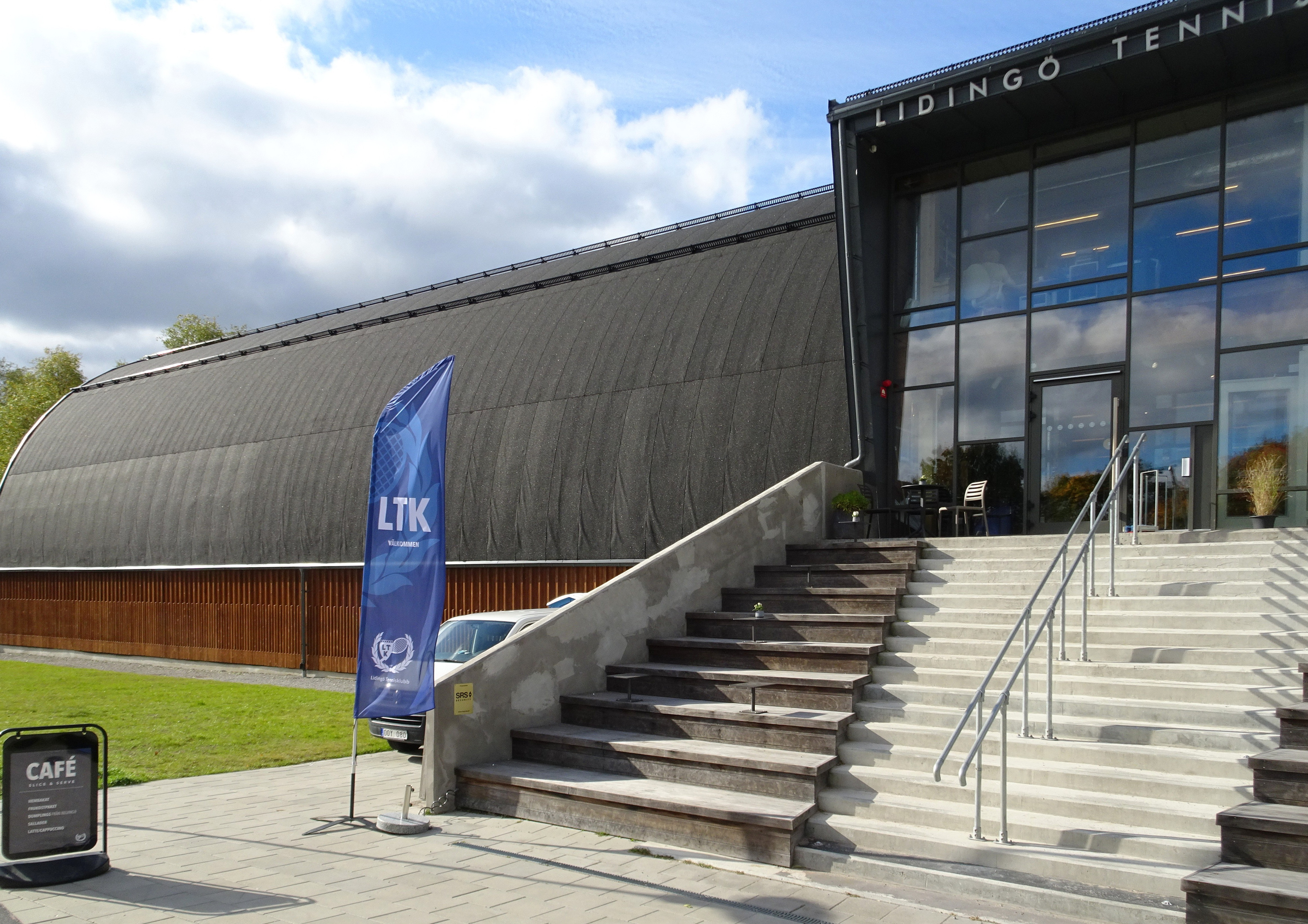
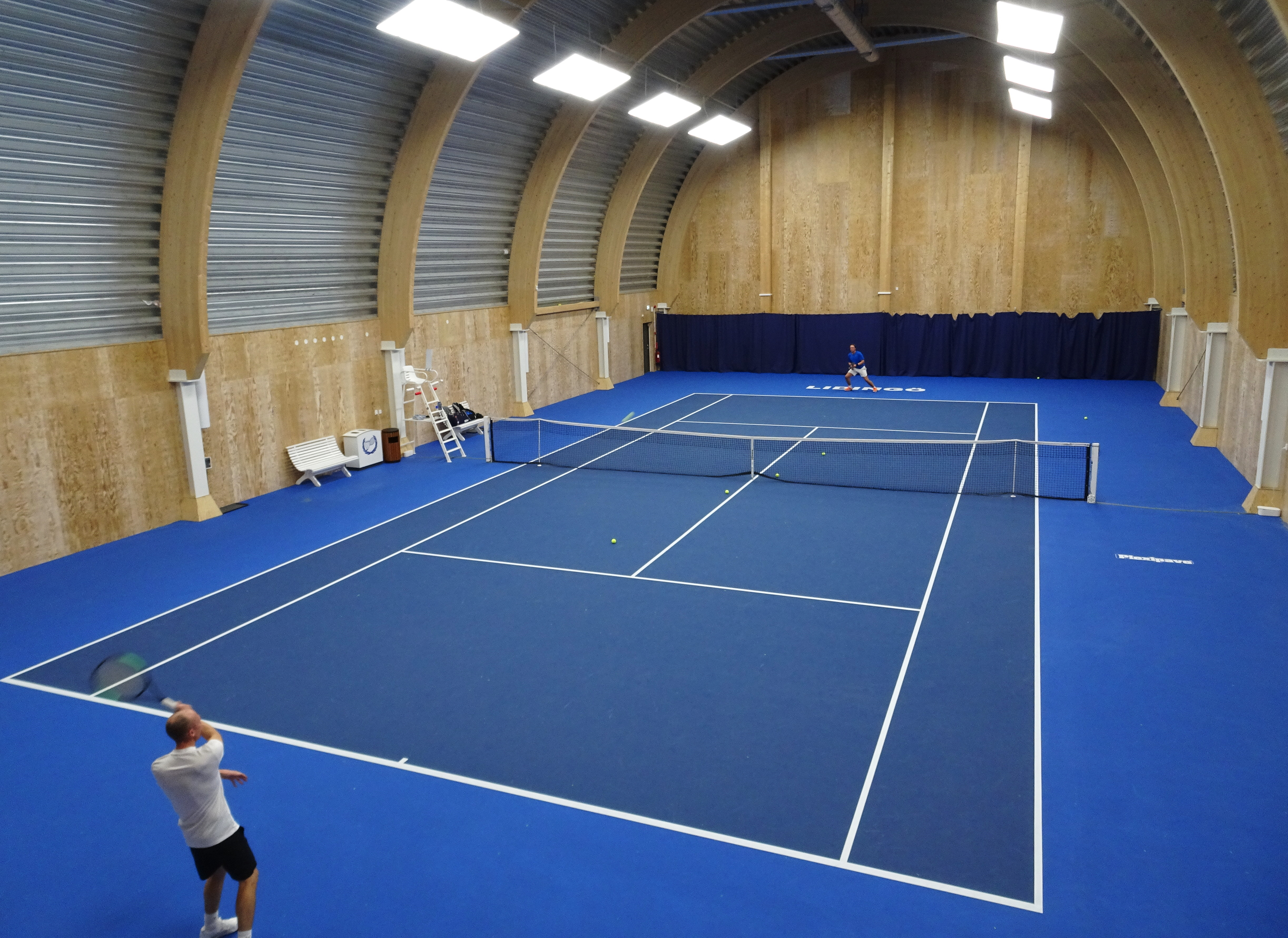
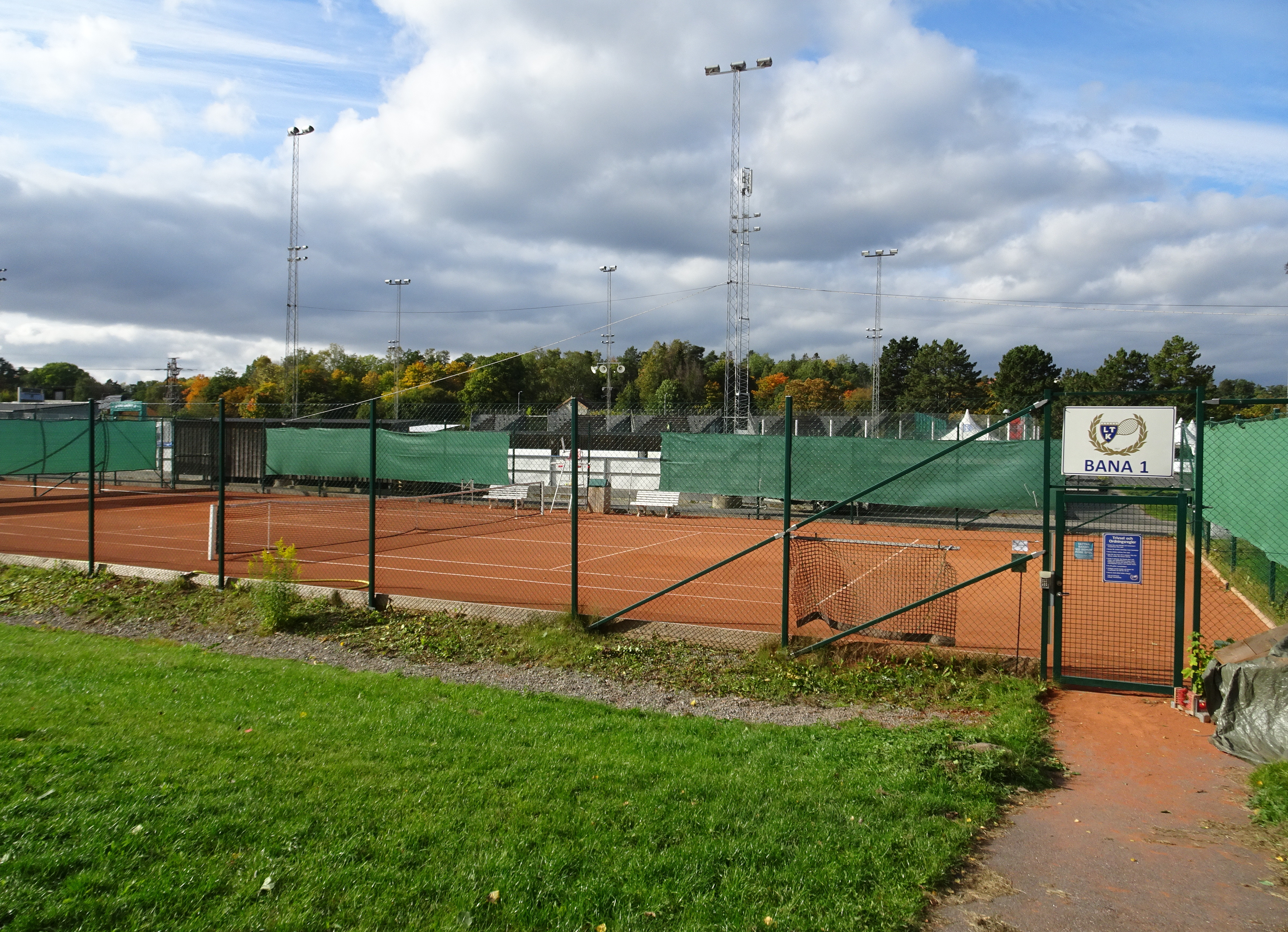